# Utah Blaze
Die Utah Blaze waren ein Arena-Football-Team aus Salt Lake City, Utah, das in der Arena Football League (AFL) gespielt hat. Ihre Heimspiele trugen die Blaze hauptsächlich in der EnergySolutions Arena aus. Weil die AFL 2009 für eine Spielzeit pausierte, nahm das Franchise als Utah Valley Thunder für eine Saison an der American Indoor Football Association (AIF) teil.

## Geschichte
Die Blaze wurden 2006 gegründet und nahmen den Spielbetrieb zur Saison 2006 in der AFL auf. Sie erreichten vier Mal die Playoffs, eine Teilnahme am ArenaBowl blieb ihnen allerdings verwehrt.
Als die AFL 2010 ihren Ligabetrieb wieder aufnahm, partizipierten auch die Blaze wieder an der Liga. Sie hatten bis 2009 einen hervorragenden Zuschauerschnitt von über 14.000 Zuschauern pro Spiel. Nachdem die Blaze 2010 erneut an der AFL teilgenommen hatten, brach der Zuschauerschnitt bis zu ihrer Auflösung 2013 allerdings rapide ein. Der Zuschauerrekord wurde am 12. Mai 2006 aufgestellt, als zum letzten Spiel der Hauptrunde 16.855 Zuschauer gegen die Kansas City erschienen.
Nach der Spielzeit 2013 wurden die Blaze aufgelöst.

## Saisonstatistiken
| Jahr | Team                | Liga | S  | N  | Playoffs erreicht | Playoffrunde                                                                         |
| ---- | ------------------- | ---- | -- | -- | ----------------- | ------------------------------------------------------------------------------------ |
| 2006 | Utah Blaze          | AFL  | 7  | 9  | ja                | N Wild Card Round gg. Arizona Rattlers 34:57                                         |
| 2007 | Utah Blaze          | AFL  | 8  | 8  | ja                | N Wild Card Round gg. Los Angeles Avengers 42:64                                     |
| 2008 | Utah Blaze          | AFL  | 6  | 10 | ja                | N Wild Card Round gg. Colorado Crush 44:49                                           |
| 2009 | Utah Valley Thunder | AIF  | 11 | 3  | ja                | N Halbfinale gg. Wyoming Cavalry 31:43                                               |
| 2010 | Utah Blaze          | AFL  | 2  | 12 | nein              |                                                                                      |
| 2011 | Utah Blaze          | AFL  | 9  | 9  | nein              |                                                                                      |
| 2012 | Utah Blaze          | AFL  | 12 | 6  | ja                | S Viertelfinale gg. San Antonio Talons 35:34 N Halbfinale gg. Arizona Rattlers 69:75 |
| 2013 | Utah Blaze          | AFL  | 7  | 11 | nein              |                                                                                      |

## Zuschauerentwicklung
| Jahr | Zuschauerdurchschnitt |
| ---- | --------------------- |
| 2006 | 15.498                |
| 2007 | 14.289                |
| 2008 | 14.513                |
| 2009 | n/a                   |
| 2010 | 5.018                 |
| 2011 | 8.707                 |
| 2012 | 8.840                 |
| 2013 | 6.409                 |